# كارلوس إنريكيز غوميز
كارلوس إنريكيز غوميز هو رسام كوبي، ولد في 3 أغسطس 1900 في مقاطعة فيلا كلارا في كوبا، وتوفي في 2 مايو 1957 في هافانا في كوبا.